# 嵐翠里
25°01′52″N 121°28′39″E / 25.0312272°N 121.4773958°E
嵐翠里為台灣新北市板橋區轄下之一里，面積約0.0422平方公里。該里與松翠、滿翠、柏翠、青翠、忠翠、新翠、明翠等8里，俱在舊時江子翠地區，皆取雅麗、吉祥及忠貞語以為里名。 